# طواف إسبانيا 1967
طواف إسبانيا 1967 هو سباق دراجات هوائية أقيم في إسبانيا بتاريخ 27 أبريل – 14 مايو، تكون السباق من 18 مرحلة وامتدّ لمسافة 2940.5 كم بسرعة 38.37 كم/س، استغرق السباق 76 ساعة 38 دقيقة 04 ثانية. فاز به الهولندي يان يانسين.

## الترتيب
| م                     | الدرّاج     | البلد  | الزمن                     |
| --------------------- | ---------- | ------ | ------------------------- |
| الفائز بالترتيب العام | يان يانسين | هولندا | 76 ساعة 38 دقيقة 04 ثانية |
| حسب النقاط            | يان يانسين | هولندا | -                         |